# Salamatou Maïga
Pour les articles homonymes, voir Maïga.
Salamatou Maïga, née le 13 octobre 1952 à Niamey et morte le 23 décembre 2014 à Fontenay-lès-Briis, est une joueuse malienne de basket-ball. Elle est surnommée Bébé.

## Carrière
Salamatou Maïga joue en club à Sony de Gao avant de rejoindre le Djoliba AC en 1970. Elle évolue en équipe du Mali de 1967 à 1980, disputant notamment le Championnat d'Afrique féminin de basket-ball 1977 à Dakar. 
Membre du Comité national olympique et sportif du Mali (CNOSM), elle est nommée alors chef de mission de la délégation malienne aux Jeux olympiques d'été de 1996 à Atlanta. Elle préside l'Association des femmes maliennes pour la promotion du sport féminin et occupe le poste de directrice technique du Djoliba AC, avant d'être commissaire technique aux Jeux olympiques d'été de 2004 à Athènes. 
Elle est membre du Bureau central de l'Association des fédérations africaines de basket-ball (de 1998 à 2010) et de la Fédération internationale de basket-ball (FIBA) (de 1998 à 2014) ainsi que secrétaire générale de la Fédération malienne de basket-ball de 1999 à 2004. Elle est élue présidente du Conseil juridique de FIBA Afrique à l'été 2014.
Elle est nommée en 2011 « Meilleur dirigeant sportif » au Mali lors de la Nuit du Mérite sportif du CNOSM.